# Vladimirska oblast
Vladimirska oblast je oblast u Rusiji. Središte oblasti je Vladimir.

## Vanjske poveznice
- (rus.) Službene stranice Vladimirske oblasti  Arhivirana inačica izvorne stranice od 30. siječnja 2009. (Wayback Machine).